# Аксогым
Аксогым (каз. Ақсоғым, до 199? г. — Восход) — село в Теректинском районе Западно-Казахстанской области Казахстана. Административный центр Аксогымского сельского округа. Код КАТО — 276235100.
Село расположено на левом берегу реки Урал.

## Население
В 1999 году население села составляло 1160 человек (609 мужчин и 551 женщина). По данным переписи 2009 года, в селе проживали 692 человека (371 мужчина и 321 женщина).